# Барон Окленд

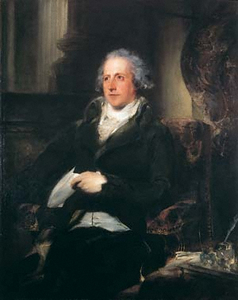
Вільям Іден – І барон Окленд.

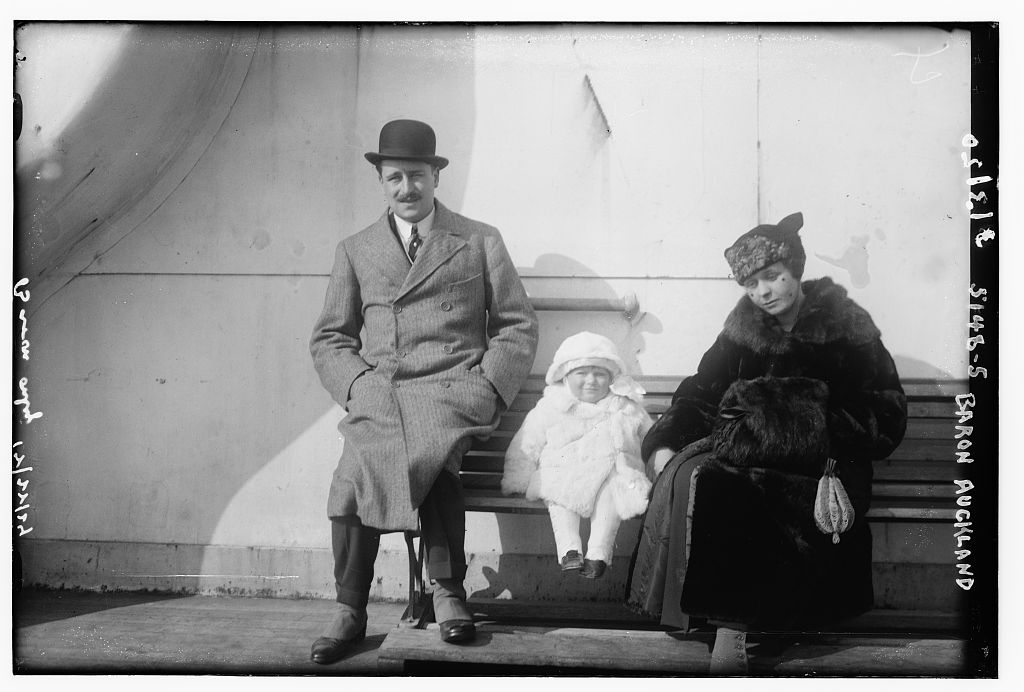
Фредерік Іден – VI барон Окленд. Фото 1920 року.

Барон Окленд (англ. - Baron Auckland) – аристократичний титул в перстві Ірландії та в перстві Великої Британії. 

## Історія баронів Окленд
Вперше створений в 1789 році для видатного політика та фінансового експерта Вільяма Ідена.  Він був нагороджений титулом барон Окленд в перстві Ірландії. У 1793 році він отримав титул барона Окленд з графства Дарем в перстві Великої Британії. Вільям Іден був головним секретарем Ірландії, послом Об’єднаного королівства Великої Британії та Ірландії в Іспанії, президентом Торгової Ради Великої Британії. Його другий син успадкував титул і став ІІ бароном Окленд, він був видатним політиком, отримав посаду генерал-губернатора Індії. У 1839 році він отримав титули барона Іден з Норвуда (графство Суррей), графа Окленд у перстві Об’єднаного Королівства Великої Британії та Ірландії. Але він так і не одружився, і його титули зникли разом з ним після його смерті. Титул барона Окленд успадкував його молодший брат, що став ІІІ бароном Окленд. Він був єпископом Содора, Мена, бата та Велса. Титули переходили від батька до сина аж до смерті VI барона Окленд в 1941 році. Титул успадкував його кузен, що став VII Окленд. Він був сином його ясновельможності Джорджа Ідена – третього сина IV барона Окленд. Титул успадкував його молодший брат, що став VIII бароном Окленд. Нині титулом володіє його онук, що став Х бароном Окленд і успадкував титул від свого батька в 1997 році. 
Барони Окленд належать до відомої на Британських островах родини Іденів. І барон Окленд був третім сином сера Робнрта Ідена – ІІІ баронета Західного Окленда. Його молодшим братом був Мортон Іден – І барон Генлі, його старшим братом був сер Роберт Іден – І баронет Меріленд. Сер Роберт Іден був прапрапрадідом прем’єр-міністра Ентоні Ідена – І графа Ейвон та прапрапрадідом Джона Ідена – барона Ідена з Вінтона. Нинішній барон Окленд володіє також титулом баронета Еден Західного Окленда. Цим титулом колись володів його родич лорд Еден з Вінтона. Його ясновельможність Вільям Іден – старший син І барона Окленд був депутатом парламенту від Відстока. Сер Ешлі Іден – третій син ІІІ барона Окленд був чиновником та дипломатом в Індії в часи британського панування. Місто Окленд в Новій Зеландії було назване на честь І графа Окленд – покровителя засновника міста Вільяма Гобсона. Декілька визначних пам’яток Окленда, зокрема, пагорб та передмістя Маунт-Іден, спортивний майданчик Іден-Парк названі на честь родини Іден та баронів Окленд.   

## Барони Окленд (1789; 1793)
- Вільям Іден (1744 – 1814) – І барон Окленд
- Джордж Іден (1784 – 1849)  – ІІ барон Окленд (нагороджений титулом граф Окленд у 1839 році)

## Графи Окленд (1839)
- Джордж Іден (1784 – 1849) – І граф Окленд

## Барони Окленд (1789; 1793; відновлення титулу)
- Роберт Джон Іден (1799 – 1870) – ІІІ барон Окленд
- Вільям Джордж Іден (1829 – 1890) – IV барон Окленд
- Вільям Мортон Іден (1859 – 1917) – V барон Окленд
- Фредерік Колвін Джордж Іден (1895 – 1941) – VI барон Окленд
- Джеффрі Мортон Іден (1891 – 1955) – VII барон Окленд
- Теренс Іден (1892 – 1957) – VIII барон Окленд
- Ян Джордж Іден (1926 – 1997) – IX барон Окленд
- Роберт Ян Бернард Іден (1962 р. н.)  – X барон Окленд

Імовірним спадкоємцем титулу є двоюрідний брат нинішнього власника титулу Генрі Вейн Іден (1958 р. н.). Спадкоємцем імовірного спадкоємця є його син Олівер Іден (1990 р. н.).